# Захаров Ілля Леонідович
Ілля́ Леоні́дович Заха́ров  (рос. Илья Леонидович Захаров, 2 травня 1991) — російський стрибун у воду, олімпійський чемпіон.

## Виступи на Олімпіадах
| Олімпіада   | Дисципліна                   | Місце |
| ----------- | ---------------------------- | ----- |
| Лондон 2012 | трамплін                     | 1     |
| Лондон 2012 | синхронні стрибки з трамліна | 2     |
| Лондон 2012 | синхронні стрибки з вишки    | 6     |

## Зовнішні посилання
- Досьє на sport.references.com [Архівовано 16 грудня 2012 у Wayback Machine.]